# Leutenheim
Leutenheim település Franciaországban, Bas-Rhin megyében. Lakosainak száma 832 fő (2022. január 1.). Leutenheim Kauffenheim, Forstfeld, Haguenau, Betschdorf, Rittershoffen, Rœschwoog, Roppenheim és Rountzenheim-Auenheim községekkel határos.

## Népesség
A település népességének változása:
| Lakosok száma | 854  | 849  | 855  | 837  | 833  | 829  | 828  | 830  | 832  |
|               | 2013 | 2015 | 2016 | 2017 | 2018 | 2019 | 2020 | 2021 | 2022 |